# 西方寺 (豊島区)
西方寺（さいほうじ）は、東京都豊島区にある浄土宗の寺院。

## 概要
1622年（元和8年）、道蓮社正誉によって開山された。
元々は浅草聖天町（現・東京都台東区浅草）に位置していたが、1926年（大正15年）に現在地に移転した。
浅草聖天町時代の当寺は、新鳥越橋の南詰という吉原遊廓に近い立地もあり、遊女の投げ込み寺でもあり。「土手の道哲」と称された。二代目高尾太夫の墓は当寺にある。他にも、身を挺して薄雲太夫の命を救った猫の話など遊女に関する逸話がある。

## 墓所
- 二代目高尾太夫（吉原遊廓の太夫）
- 初代岡本宮古太夫（浄瑠璃太夫）

## 交通アクセス
- 西巣鴨駅より徒歩5分。